# LaMia Bolivia
LaMia, kurz für Línea Aérea Mérida Internacional de Aviación, Compañía Anónima, war eine bolivianische Charterfluggesellschaft mit Sitz in Santa Cruz de la Sierra. Die 2009 im venezolanischen Mérida gegründete Gesellschaft nahm den Flugbetrieb erst nach einer im November 2015 für außerplanmäßige Flüge von der Autoridad Aeronáutica Civil de Bolivia in Bolivien erteilten Betriebsgenehmigung auf. Zu diesem Zeitpunkt verfügte das Unternehmen über drei Flugzeuge vom Typ Avro RJ85. Im April 2016 war sie auch Inhaber eines Zertifikats der Autoridad Aeronáutica Civil de Bolivia zur Durchführung nationaler und internationaler Passagier- und Frachtflüge. Die Genehmigung der Dirección General de Aeronáutica Civil (DGAC) umfasste zu diesem Zeitpunkt lediglich die Erlaubnis zur Durchführung von Inlands-Charterflügen.
Hinsichtlich des Geschäftsmodells der Fluggesellschaft äußerte im April 2016 der seinerzeitige Geschäftsführer Pacheco, dass man beispielsweise sowohl Unternehmen aus der Öl- und Gasindustrie sowie dem Bergbau, als auch Reiseveranstalter und Fußballmannschaften als potentielle Kunden avisiere. Konkrete Pläne, in den regulären Linienverkehr einzusteigen, bestanden seinerzeit nicht. Im Zuge der Ermittlungen nach dem Flugzeugabsturz am 28. November 2016, in den die Fluggesellschaft involviert war, äußerte der Generalstaatsanwalt von Bolivien Ramiro José Guerrero, dass in der Vergangenheit unter anderem 25 Vereinsmannschaften aus dem Profifußball und die Nationalmannschaften von Argentinien, Venezuela und Paraguay durch die Airline befördert worden seien. Dabei seien die Charterflüge für einen Preis zwischen 80.000 und 100.000 US-Dollar und somit deutlich unter dem marktüblichen Preis in Höhe von 150.000 bis 200.000 US-Dollar angeboten worden.
Die Gesellschaft wurde im November 2016 durch den LaMia-Flug 2933 bekannt, bei dem ihre damals einzige flugtaugliche Maschine, eine Avro RJ85, wegen Treibstoffmangels abstürzte und fast die gesamte Mannschaft des brasilianischen Fußball-Erstligisten Chapecoense ums Leben kam. Am 1. Dezember 2016 wurde der Fluglinie von der bolivianischen Luftfahrtbehörde mit sofortiger Wirkung das Air Operator Certificate entzogen, wodurch sie den Betrieb umgehend einstellen musste. Im Eigentum von LaMia standen seither noch zwei fluguntaugliche Avro RJ85 mit einem Durchschnittsalter von damals 17,1 Jahren, die jedoch nach dem Unfall von der Staatsanwaltschaft beschlagnahmt wurden. Knapp eine Woche nach dem Absturz wurde der Geschäftsführer der Fluggesellschaft, Gustavo Vargas Gamboa, festgenommen und Untersuchungshaft im Gefängnis von Palmasola angeordnet. Nach Angaben der bolivianischen Staatsanwaltschaft wurde gegen ihn unter anderem wegen Totschlags ermittelt. Nach Presseberichten sollten die Ermittlungen auch auf den Miteigentümer Marco Antonio Rocha Venegas ausgeweitet werden.